# Robert de Vere, V conde de Oxford
Robert de Vere, V conde de Oxford (c. 1220 - 1296) era el hijo y heredero de Hugh de Vere, IV conde de Oxford, y chambelán de la Reina Leonor.

## Primeros años
Robert de Vere nació aproximadamente en 1220, hijo único de Hugh de Vere, IV conde de Oxford, y Hawise de Quincy, hija de Saer de Quincy, I conde de Winchester. Tuvo tres hermanas, Isabel, Lora y Margaret.

## Carrera
El matrimonio de Robert de Vere proporcionó a su familia la función de chambelán de la reina Leonor, esposa de Enrique III. Estaba entre los seguidores de Simon de Montfort durante la segunda guerra de los Barones, y estaba con Hugh, el hijo de Simon, cuando Eduardo I de Inglaterra atacó Kenilworth Castle con anterioridad a la Batalla de Evesham. Su título y propiedades fueron confiscados, aunque le fueron restaurados poco después por el Dictum de Kenilworth.

## Matrimonio y descendencia
Antes del 22 de febrero de 1252, Robert se casó con Alice de Sanford, hija y heredera de Gilbert de Sanford. Tuvieron seis hijos y dos hijas:
- Robert de Vere, VI conde de Oxford, casado con Margaret de Mortimer, hija de Roger Mortimer, Barón Mortimer
- Sir Hugh de Vere, casado con Denise de Munchensy, hija y heredera de Sir William de Munchensy de Swanscombe, Kent
- Sir Alphonse de Vere, casado con Jane Foliot, hija de Sir Jordan Foliot, Lord Foliot, y padres de John de Vere, VII conde de Oxford
- Thomas de Vere
- Gilbert de Vere, clérigo
- Philip de Vere, clérigo
- Joan de Vere, casada con Sir William de Warenne
- Hawise de Vere

## Muerte
Robert de Vere murió antes del 7 de septiembre de 1296. Su viuda, Alice, murió en Canfield, Essex el 7 de septiembre de 1312. Ambos fueron enterrados en Earls Colne, Essex. El corazón de Robert de Vere fue enterrado por separado en el Ipswich Greyfriars, el  lugar de enterramiento de Margaret Mortimer, esposa del VI conde.